# Han-Noah Massengo
Han-Noah Massengo (* 7. Juli 2001 in Villepinte) ist ein französischer Fußballspieler, der aktuell beim FC Augsburg unter Vertrag steht.

## Karriere

### Verein
Massengo debütierte am 6. November 2018 für den AS Monaco in der Gruppenphase der UEFA Champions League gegen den FC Brügge. Er ersetzte Youssef Aït Bennasser nach 68 Minuten bei der 0:4-Heimniederlage. Er gab sein Ligadebüt am 11. November 2018 gegen Paris Saint-Germain.
Anfang August 2019 wechselte Massengo zum englischen Zweitligisten Bristol City und unterschrieb einen bis 2023 gültigen Vertrag. Im Januar 2023 wurde der Spieler bis Saisonende an die AJ Auxerre ausgeliehen.
Nach der Leihe wechselte er Ende August 2023 zum FC Burnley in die Premier League.
Nach einer erneuten Leihe an die AJ Auxerre wechselte er im Sommer 2025 zum FC Augsburg und unterschrieb dort einen Vertrag bis 2030.

### Nationalmannschaft
Massengo ist in Frankreich geboren, könnte aufgrund der Abstammung seiner Eltern allerdings auch für die Republik Kongo spielen. Er kam in verschiedenen Altersklassen zu insgesamt 22 Einsätzen für französische Juniorenauswahlen.